# Maruyama (Nagasaki)

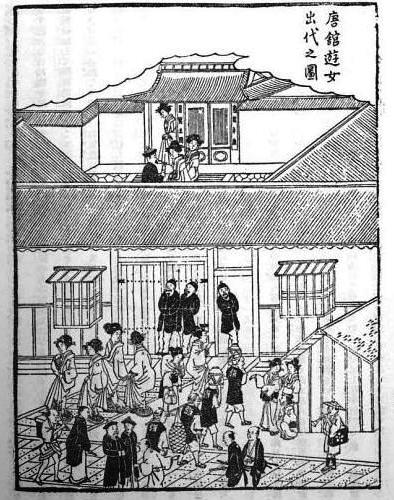
Maruyama intorno al 1820

Maruyama (嶋原?) era il principale quartiere autorizzato di piacere e divertimento a Nagasaki, nel Giappone del periodo Tokugawa.

## Storia
Nei primi anni del XVII secolo, sotto lo shogunato Tokugawa venne istituiti nelle principali città del paese quartieri dedicati ai piaceri e divertimenti: a Edo nacque lo Yoshiwara, ad Osaka lo Shinmachi ed a Kyoto il Shimabara.
Oltre ai bordelli, il quartiere aveva teatri, case da tè e ageya (case di assegnazione) dove i clienti di alto rango invitavano le cortigiane.
Nel periodo Edo (1603-1868), i lavori che le donne potevano svolgere per guadagnarsi da vivere erano molto limitati, e mestieri come l'amante o prostituta a Maruyama erano considerati una valida opzione. Nei grandi stabilimenti era possibile passare da kamuro (assistente) a shinzō (apprendista) e poi a oiran (la cortigiana di rango più alto). All'età di 27 anni, nel tradizionale conteggio degli anni kazoedoshi (nel quale si considera che le persone abbiano un anno alla nascita ed a cui si aggiunge un anno ogni capodanno) le donne raggiungevano la fine del loro servizio e, nel caso delle cortigiane di alto rango, potevano guadagnare la loro libertà come moglie o amante di un ricco samurai o mercante. Le oiran più famose erano vere e proprie celebrità ed i loro ritratti erano molto ricercati dai clienti e collezionisti.
Nel 1867 nel quartiere vi avvenne il cosiddetto "Incidente della Icarus", nel quale due marinai britannici della HMS Icarus furono uccisi da un samurai del dominio di Fukuoka; l'incidente incrinò i rapporti tra Regno Unito e il bakufu e fu uno dei fattori che portarono la potenza europea ad appoggiare la fazione imperiale durante la guerra Boshin (1868-1869).
L'emanazione dell'ordinanza che liberava tutte le geisha e le prostitute nel 1872 portò ad una trasformazione culturale nei quartieri a luci rosse. L'abolizione della prostituzione pubblica, il divieto del traffico di esseri umani, la regolamentazione dei contratti di servizio e la cancellazione dei debiti comportarono alla chiusura di molti bordelli. Sebbene si dicesse che le prostitute continuassero a lavorare di propria volontà, l'ingresso in molti dei bordelli più piccoli vide venir meno le rigide usanze del periodo Edo, comportando un decadimento delle condizioni e della sicurezza delle lavoratrici.
La fine del quartiere arrivò definitivamente con l'approvazione dell'articolo 3 della legge anti-prostituzione (売春防止法?, Baishun bōshi hō) del 1956.